# Mindszent
Mindszent (horvátul: Micenta) város Csongrád-Csanád vármegyében, a Hódmezővásárhelyi járásban.

## Fekvése
Mindszent a Tisza bal partján fekszik, a Kurca-patak torkolatánál, változatos felszínű és tagoltságú tájon, Szentes és Hódmezővásárhely között félúton. Szomszédai: észak felől Szegvár, északkelet felől Derekegyház, délkelet felől Hódmezővásárhely, dél felől Mártély, délnyugat felől Dóc, nyugat felől Baks, északnyugat felől pedig Csanytelek (mindhárom utóbbi a Tisza túlpartján).

### Megközelítése

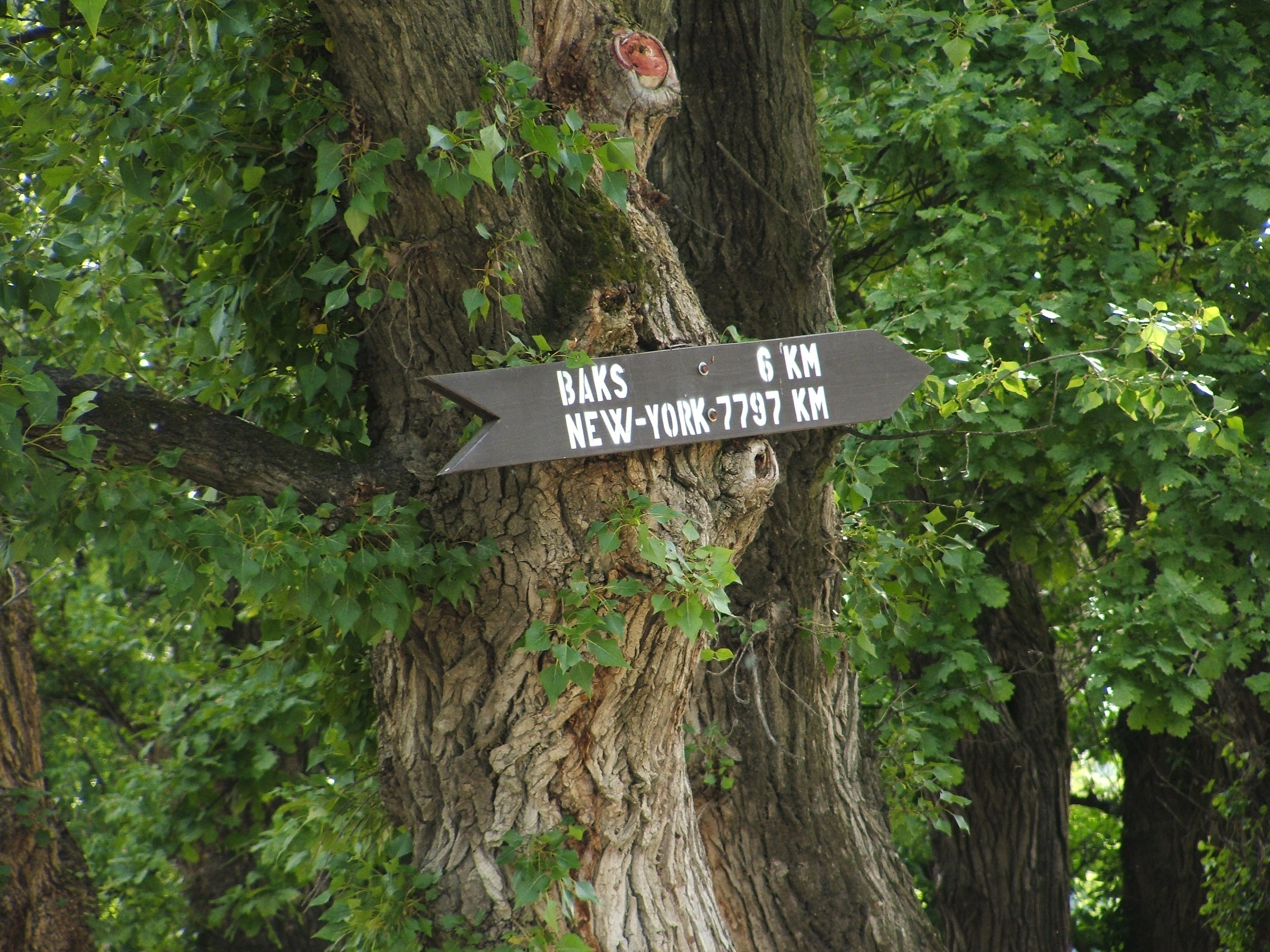
Rendhagyó útjelző tábla a kompkikötőnél

Központján észak-déli irányban végighalad a Szentest Szegváron és Mártélyon át Hódmezővásárhely északi részével összekötő 4521-es út, ezért ez az útvonal a legkézenfekvőbb megközelítési lehetősége. A 45-ös főút derekegyházi szakasza felől a 4523-as úton érhető el a település központja.
Tiszai átkelőhelyén Baks felé komp biztosít átkelési lehetőséget, a komp felhajtója a központtól a 4522-es úton érhető el.
A hazai vasútvonalak közül Mindszentet a MÁV 130-as számú Szolnok–Hódmezővásárhely–Makó-vasútvonala érinti, amelynek két megállási pontja létesült itt: Mindszent vasútállomás és a már megszűnt Szegfű megállóhely. A vasútállomás a vonal jelenlegi állomásainak viszonylatában Kórógyszentgyörgy megállóhely és Mártély vasútállomás között található; fizikailag a település központjában helyezkedik el, közúti elérését a 4521-es útból kiágazó 45 324-es számú mellékút teszi lehetővé. Szegfű megállóhely Mindszent déli határszélén működött, az azonos nevű egykori csárda közelében.

## Címere
A címerpajzs egyenes állású, alul kerek behajlással csúcsban végződik. A pajzsmező kék színe a levegőt, az eget, a vizet idézi, melyek a tisztaság, az igazságosság és hűség jelképei. A két hal, a szigony pedig az alapító hét halászcsaládra is utalva az ősi halászatot jelképezi. A szélesebb hullámvonalú ezüst pólya a kanyargó Tiszát, a keskenyebb a Kurcát jelenti, mint a város földrajzi adottságát a két folyó találkozásánál, és a halászat, valamint a komp átkelés színterét.

## Története
A régészeti leletek szerint már az ókorban lakott volt. A honfoglaló magyarság is megszállta Csongrád megye ezen részét. Erre leletek is utalnak, de Szer (Pusztaszer) közelsége (6 km) is bizonyossá teszi ezt.
Írásos emlék Mindszent ikerközségét Apor néven, mely beépült Mindszentbe (és plébániát) 1332-ben említi először az egyházi tizeddel kapcsolatban. Tiszai átkelőhelyét 1515-ben említik először oklevelek.
A történelem folyamán többször elpusztult település mindig a visszatelepülőkkel élt tovább.
Leírás a településről a 18. század végén:	
```
"MINTSZENT: Népes magyar falu Csongrád Várm. földes Ura G. Erdődi Uraság, lakosai katolikusok, fekszik Szegvárhoz, és Vásárhelyhez is egy mértföldnyire, itten őmlik az Körös vizéből eredett menyhalakkal bővelkedő Kurcza vize a’ Tiszába; földgyeinek egy része homokos, más része pedig fekete, bővelkedik gabonával, marhával, náddal, hallal, vad szárnyas állatokkal, erdeje nints, boraikat esztendeig sem tarthattyák."
 	
(
Vályi András
: 
Magyar országnak leírása
, 
1796
–
1799
)
```

Mindszent 1884-től 1925-ig a Tiszántúli járás székhelye volt, majd ennek átnevezése után 1948-ig a Mindszenti járásé.

### Római katolikus templom
A többször újraépült templomát mindig "mindenszentek"-nek ajánlották. A város nevét templomáról nyerte.
A török hódoltság idején sok csapás érte Mindszentet. A lakosság nagy része elmenekült, a veszélyhelyzet után mindig visszatelepült, így túlélte a templom a lakossággal együtt a török megszállást, amit 1675-ben Rómába küldött jelentés és korabeli török adójegyzékek igazolnak.
Csak a törökök kiűzése (1686) után nyílt meg a nagyobb fejlődés a község számára.
Ebben döntő szerepe volt Hodosy Imre katolikus plébánosnak, aki 1702-ben került Mindszentre. Újraszervezte a plébániát és a községi közigazgatást. Ettől kezdve fokozatosan gyarapodott a lakosság.
A 18. században előbb gróf Károlyi Sándor gyámkodott, majd 1733-tól gróf Erdődy György személyében új földesura lesz Mindszentnek. 1804-ben az uradalmat gróf Zichy Leopoldina, Pallavicini Károly őrgróf özvegye vette meg. Később fiának, Pallavicini Eduárdnak (1787-1839) adományozta. 1839-ben Pallavicini Alfonz (1807- 1875) őrgróf örökli a birtokot, 1875-től Pallavicini Sándor (1853-1933) őrgróf úrra szállott, (utána fia, Pallavicini Alfonz (1883-1958) Mindszent díszpolgára 1945-ig volt a birtokos), akiket Mindszent lakói nagy tisztelettel és hálával öveztek.
1893-ban megnyílt a vasút. A 19. századi változások jelentős hatással voltak Mindszent fejlődésére is.

### Az Iskolasor
A Pallavicini Sándor őrgróf alapította Károly óvoda 1902-ben, a Lányiskola 1903-ban, a Fiúiskola pedig 1905-ben épült. A három épület szép iskolasort alkot a település főterén, ma is kellemes színfoltja a városnak. Az óvodában premontrei apácák működtek, akik az akkori állami óvodákat megelőzve napközi otthont és bölcsődét szolgáltak együttműködve a község elöljáróságával.

### A Városháza
1938-ban épült a községháza (ma városháza), melyhez szintén a Pallaviciniek adományozták a területet.

## Közélete

### Rendezvények
- Mindszenti napok. A Mindszenti Napok egy kétévente megrendezett kulturális rendezvénysorozat, amelynek célja, hogy a Kárpát-medencében található, „Mindszent” elő- vagy utónévvel rendelkező települések közötti kapcsolatokat erősítse. A települések képviselői közösen ünnepelnek, bemutatják kulturális értékeiket, és ápolják a testvérvárosi kapcsolatokat. Minden második alkalommal a magyarországi Mindszent ad otthont az eseménynek.
- Veteránjármű találkozó. Rendezvény Mindszenten, amely számos érdeklődőt vonz a városból és a környékről. A program során a veteránjárművek tulajdonosai délelőtt gyülekeznek, a rendezvény pedig egy látványos, délutáni felvonulással zárul.
- Lovak és lóerők felvonulás. A Lovak és lóerők felvonulás egy látványos, helyi rendezvény Mindszenten, ahol különféle közlekedési és mezőgazdasági járművek, valamint lovas felvonulók járják körbe a város utcáit. A programban részt vesznek lovak, traktorok, sportautók, motorkerékpárok és kombájnok is.

### Polgármesterei
- 1990–1994: Bereczki András (ASZ-FKgP-MDF-MSZP-MSZDP)[5]
- 1994–1998: Kecskeméti János (független)[6]
- 1998–2002: Dr. Gyovai Tiborné (Városvédő és Szépítő Egyesület)[7]
- 2002–2006: Zsótér István (független)[8]
- 2006–2010: Zsótér István (független)[9]
- 2010–2014: Zsótér Károly (független)[10]
- 2014–2019: Zsótér Károly Sándor (Fidesz-KDNP)[11]
- 2019–2024: Zsótér Károly (Fidesz-KDNP)[12]
- 2024– : Gémes László (független)[1]

## Népesség
| Lakosok száma | 6990 | 6889 | 6560 | 6270 | 6322 | 6298 | 6210 |
|               | 2013 | 2014 | 2017 | 2021 | 2022 | 2023 | 2024 |

2001-ben a város lakosságának 99%-a magyar, 1%-a cigány nemzetiségűnek vallotta magát.
A 2011-es népszámlálás során a lakosok 85,3%-a magyarnak, 2,2% cigánynak, 0,4% németnek mondta magát (14,6% nem nyilatkozott; a kettős identitások miatt a végösszeg nagyobb lehet 100%-nál). A vallási megoszlás a következő volt: római katolikus 51,8%, református 4,2%, evangélikus 0,3%, felekezeten kívüli 16,4% (26,2% nem nyilatkozott).
2022-ben a lakosság 90,3%-a vallotta magát magyarnak, 1,4% cigánynak, 0,3% németnek, 0,1-0,1% szlováknak, szerbnek és románnak, 1,6% egyéb, nem hazai nemzetiségűnek (9,6% nem nyilatkozott; a kettős identitások miatt a végösszeg nagyobb lehet 100%-nál). Vallásuk szerint 32,1% volt római katolikus, 3,2% református, 0,8% görög katolikus, 0,3% evangélikus, 0,1% ortodox, 0,1% izraelita, 0,9% egyéb keresztény, 1% egyéb katolikus, 19,2% felekezeten kívüli (42,2% nem válaszolt).

## Ismert mindszentiek
Itt született
- Kelemen Sándor  gyógyszerész, magyar zeneszerző (1882. május 15. – 1944.).
- Purjesz Béla orvos, szakíró, lapszerkesztő (1884. október 14. – Szeged, 1959. szeptember 14.).
- Korom Mihály politikus, 1966 és 1978 között igazságügy-miniszter (1927. október 9. – Budapest, 1993. október 3.).

Itt él
- Ugrai Panna magyar Európa-bajnok úszó, olimpikon. (2004. október 18. - ).

## Sport
- Mocorgó UFC
- Mindszenti Sport Club SE
- Mindszenti Lovasklub

## Nevezetességei
Suba híd

## Víztornya

### Régi víztorony
Típusa: Körszeletes
A torony 1973-ban épült, tervezője a szecesszióért rajongó, Bakonyi Tibor volt.
A torony 2010 környékétől kezdve csökkentett kapacitással működött. Az utolsó pár évben már csak minimálisan volt használva, mivel a vasbeton szerkezete súlyosan elgyengült.
2023. október 10-én felrobbantották a statikai szempontból immár veszélyes állapotú építményt.
A mindszentiek Öreglány-ként becézték. Nem összetévesztendő a szegedi víztoronnyal amit Öreg Hölgy-ként becéznek.
A tornyot telekommunikációs célra is használták. Mielőtt lerombolták volna, 600 méterre északkeleti irányba egy új, kizárólag telekommunikációs célokra létesített torony váltotta ki a víztornyot, így elkerülve a hálózati lefedettség csökkenését.

### Új víztorony
Típusa: Acélvázas hidroglóbusz
Az acélvázas hidroglóbuszt három elemből építették össze a régi toronynak a helyén.
A 300 m3 kapacitású víztornyot 2024. február 13-án építették fel, egyetlen nap alatt. Az oldalán a Csokonai és a Napkelet utcáról tekintve, Mindszent címere látható.

## Mindszent az irodalomban
- Mindszent az egyik helyszíne és ihletője Móra Ferenc Kultúrfölény című írásának.